# Anchicleidochasma
Anchicleidochasma is een monotypisch geslacht van mosdiertjes uit de familie van de Cleidochasmatidae. De wetenschappelijke naam van het geslacht is voor het eerst geldig gepubliceerd in 1991 door Soule, Soule & Chaney.

## Soort
- Anchicleidochasma mirabile (Harmer, 1957)